# 月刊平凡
『平凡』（へいぼん）は、かつてマガジンハウス（旧・凡人社→平凡出版）が発行していた芸能雑誌。
旬の俳優やタレント、歌手、スポーツ選手等、芸能関係の内容を幅広く扱っていた。

## 概要・歴史
1945年11月、A5判の文芸娯楽雑誌として『平凡』は創刊された。『平凡』という名称は、戦前に講談社の娯楽雑誌に対抗するために平凡社が刊行し休刊中だった雑誌『平凡』の名前（登録権）を、発行者が譲り受けたことに由来する。1948年より、B5判の大衆娯楽雑誌となり，「歌と映画の娯楽雑誌」というサブタイトルがつき、グラビア・連載小説を2本の柱とし，それぞれがラジオや映画といったメディアと結びつくような構成となった。また読者もラジオや映画といったメディアと結びつける読者投稿ページが用意された。
この路線変更が成功し、『平凡』は飛躍的に部数を伸ばし，発行部数140万部に至った。毎日新聞社「読書世論調査」の「いつも読む月刊雑誌」において『平凡』は，1953年から1959年にかけて2位であった。この時期、同じような娯楽雑誌として『明星』も登場した。
1950年代後半からテレビが普及したり、『明星』や『近代映画』といったライバル誌、『週刊明星』や『週刊平凡』といった娯楽雑誌の姉妹誌として創刊された週刊誌によって発行部数は落ち着きをみせた。しかし、1970年代に入り、花の中三トリオや新御三家といったアイドルの人気が爆発し、それによってふたたび発行部数が増加してくる。1972年8月号は発行部数105万部となり、1950年代以来の黄金期を迎えた。1973年9月号からは判をAB判に改め、これが功を奏したのか1974年2月号は創刊以来の最高部数である153万部を発行したが、以後は石油ショックによる用紙の制限や、ライバル誌の『明星』が表紙や巻頭グラビアの撮影に篠山紀信を起用したりしたこともあり、部数が落ちていった。
1980年代に入り、雑誌が多様化する中、マガジンハウスは週刊と月刊の両『平凡』と『平凡パンチ』を一斉に休刊した。1987年12月号をもって『平凡』は休刊した。